# Межпарламентская ассамблея православия
Межпарламентская ассамблея православия (греч. Διακοινοβουλευτική Συνέλευση Ορθοδοξίας) объединяет политиков из 20 государств; состоит из парламентских делегаций, членами которых являются православные депутаты (статья 2 Учредительного акта). Штаб-квартира Секретариата МАП находится в Афинах, Греция.
Создана как Европейская межпарламентская ассамблея православия 4 ноября 1994 года по инициативе греческих политиков. Постоянный секретариат ассамблеи располагается в Афинах. С 2001 года в работе парламентариев Европы принимают участие их единоверцы из Австралии и США.

## История
По инициативе греческого парламента в период с 30 июня по 4 июля 1993 года в Халкидики состоялась конференция на тему «Православие в новой европейской реальности» (англ. Orthodoxy in the New European Reality), на которой было принято решение о создании Европейской Межпарламентской Ассамблеи по православию. После Манифеста 1993 года участниками Учредительного синода, состоявшегося в ноябре 1994 года в Афинах, был принят официальный учредительный акт. После того, как в 2001 году в Генеральной Ассамблее приняли участие группы депутатов из Австралии, Азии, Африки и США, организация была переименована в Межпарламентскую Ассамблею православия.
В июне 2004 года в ходе Генеральной Ассамблеи в Киеве, было принято решение добиваться сотрудничества с парламентским союзом Организации исламского сотрудничества. Соглашение о сотрудничестве было разработано на Афинской встрече двух организаций 22 марта 2005 года. 19 мая 2010 года соглашение о сотрудничестве с Панафриканским парламентом было подписано президентом парламентским союзом Организации исламского сотрудничества Идриссом Нделе Муссой и генеральным секретарём Межпарламентской ассамблеи православия Анастасиосом Неранцисом.
По мнению Андрея Мельникова, «первые серьезные трещины на теле МАП стали появляться накануне и в контексте так называемого Критского всеправославного собора в 2016 году. Затем напряжение внутри МАП стало нарастать в связи с расхождением позиций России и Греции, а также их ближайших союзников, скажем, Кипра, Румынии, по украинскому вопросу. Ну и наконец, кризис проявил себя в виде сорванной ежегодной XXVI конференции МАП в июне этого года в Тбилиси».
В 2021 года одним из членов российской делегации на заседании Ассамблеи стала российская организация — Институт Русского Афона, глава которой Пирогов Валерий Иванович ездил на совещание на остров Крит.

## Государства-участники
- Албания
- Армения
- Беларусь
- Болгария
- Греция
- Грузия
- Казахстан
- Кипр
- Латвия
- Литва
- Молдова
- Польша
- Россия
- Румыния
- Сербия
- Словакия
- Украина
- Финляндия
- Черногория
- Чехия
- Эстония

## Рабочие Органы

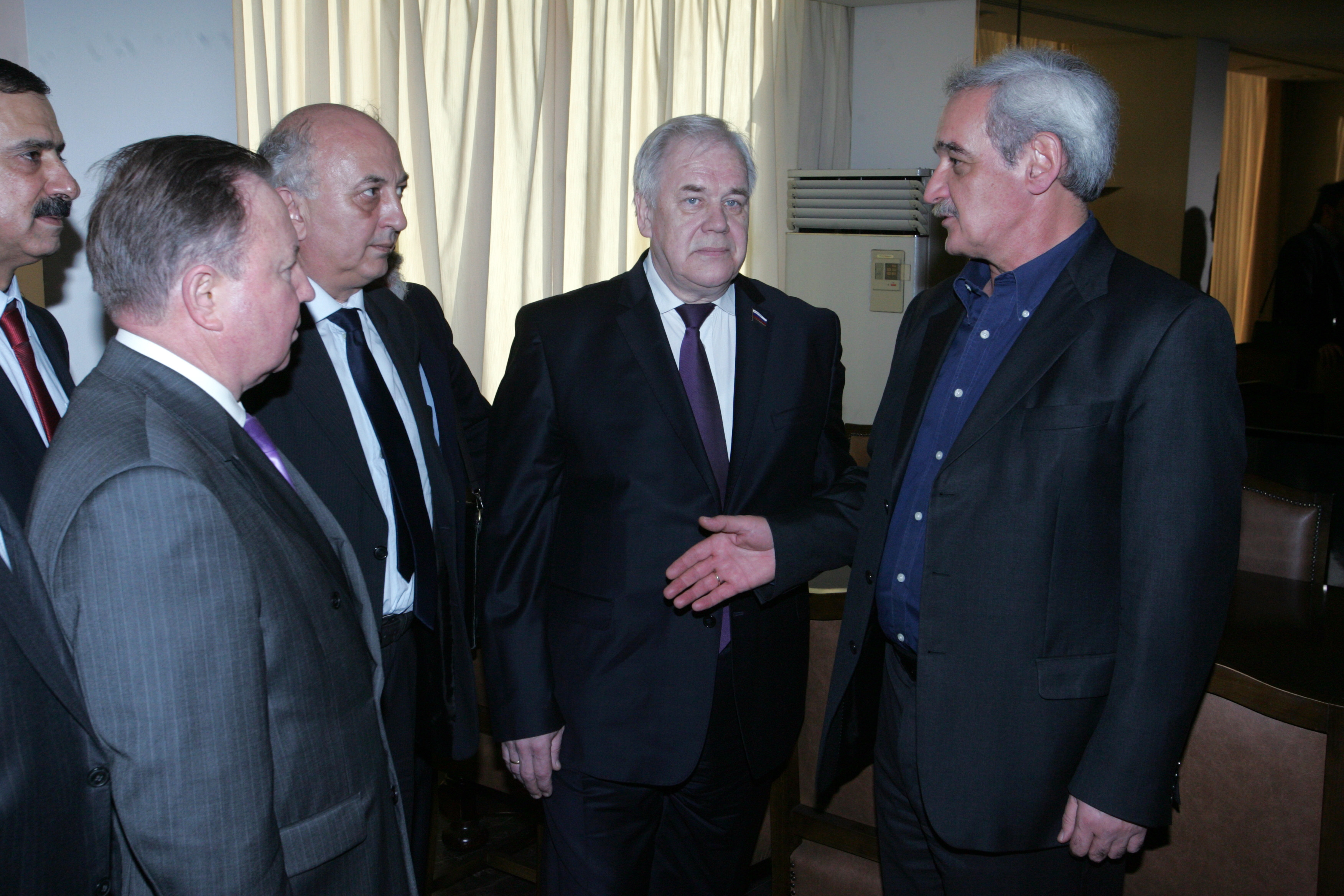
Первый президент МАП С. А. Попов в Афинах (2004 год)

### Генеральная Ассамблея
Каждый год в середине июня в одном из государств-участников открывается пленарное заседание для действующих парламентариев. Раз в два года проходят выборы президента МАП.
Президенты МАП
- (2004—2018):  депутат Госдумы Сергей Александрович Попов (Единая Россия)
- с 2018 года:  депутат Госдумы Сергей Анатольевич Гаврилов (КПРФ)

### Международный секретариат
Восемь постоянных комитетов, Генеральный секретарь МАП, его первый заместитель и казначей располагаются в представительстве на улице Святой Амалии, 22-24 в центре Афин.
на июнь 2019 года
- Генеральный секретарь: Анастас Неранцис ( блок Новая Демократия)
- Первый заместитель: Иоанн Аманатидис ( партия СИРИЗА)
- Казнечей: Мария Коллиа-Царуха ( право-консервативный альянс Независимые греки)

## Политический кризис в Грузии в 2019 году
20 июня 2019 года по приглашению правительства Грузии в здании грузинского парламента открылось очередное пленарное заседание МАП. Едва указанное ему место в президиуме занял Сергей Гаврилов, который вёл работу на русском языке, оппозиционные грузинские депутаты из партии «Европейская Грузия» под предлогом «борьбы с российскими оккупантами» ринулись в драку на трибуну. Под защитой сотрудников местной службы безопасности российские делегаты были эвакуированы из зала заседаний и в тот же день покинули Грузию.
Вечером у здания парламента Грузии началась многотысячная акция протеста. Митингующие потребовали отставки глав парламента и МВД, а также руководителя Службы государственной безопасности. После того как требования не были выполнены, протестующие попытались штурмовать парламент.
Межпарламентская Ассамблея Православия (МАП) в своём заявлении от 21 июня 2019 года выразила «свое решительное осуждение неправомерных действий некоторых депутатов Парламента Грузии, имевших место 20 июня 2019 года во время заседания 26-й Генеральной Ассамблеи МАП в зале заседаний Парламента Грузии и направленных на срыв заседания Ассамблеи, а также угроз физической расправы в отношении членов МАП».

## Награды
- Орден Святого царя Константина (2019, Сербская православная церковь)[12]